# مهرجان الروزنا
مهرجان الروزنا التراثي أو أسبوع التراث في بيرزيت هو مهرجان فلسطينيّ للتراث، يقام في البلدة القديمة في بيرزيت بالقرب من مدينة رام الله، في شهر تموز/يوليو من كل عام بتنظيم من جمعية الروزنا. ويعقد المهرجان بدعم من وزارة السياحة بالاشتراك مع وزارة الثقافة والعديد من المؤسسات والشركات المحلية الفلسطينية.

## رؤيته
يُركز المهرجان على إحياء التراث الفلسطينيّ وتعزيز الهويّة الحضارية لفلسطين، كما ويمثل جزءًا من رؤية مشروع التنمية الريفية الفلسطينية والتنمية السياحية المجتمعية، فاختيار بيرزيت لاستضافة المهرجان يهدف لإظهار الأهمية التاريخية للبلدة وعمق جذور انتمائها لأرض فلسطين وقضيتها؛ حيث كانت دوماً حاضنة لمثل هذه المحافل والمهرجانات الوطنية والشعبية، فيساهم المهرجان في تنمية الريف الفلسطيني والحفاظ على إرثه ودعم أهله، إذ يسعى إلى دعم وتعزيز المشاريع الصغيرة من خلال توفير مساحة لهم لعرض منتوجاتهم.

## فعالياته
يعد هذا المهرجان الذي ينعقد على مدار أسبوع من أهم الفعاليات في الضفة الغربية، إذ يشمل على عروضٍ موسيقية ورقصات فولكلورية وتمثيل مسرحي وأنشطة وألعاب للأطفال. وينطلق المهرجان في يومه الأول بعروض كشفية وعرس فلسطيني يشارك فيه جميع أهالي البلدة والزوار من مختلف المدن الفلسطينية ومختلف الفئات العمرية، حيث يتخلل العرس فقرات للدبكة، وعروض مسرحية، وزفة بالأهازيج الشعبية، ويرتدي جميع المشاركون الملابس التقليدية. كما وتقام في اليوم الثاني للمهرجان مسابقة "زهرة الريف" التي تتنافس عليها فتيات من عدة قرى وبلدات، إذ تقدم كل عائلة ريفية ثوبها التقليدي تلبسه إحدى فتياتها ليمثل منطقتها الجغرافية مبتهجين بأغاني مواسم الحصاد وقطف الزيتون، يتلوه مسابقة بين الفتيات المتسابقات حول معرفتهن بتفاصيل اللباس، ووظيفته، ومعرفتهن بعمل ضفائر الشعر والرسم بتصاميم تراثية على الفخار من أجل إبراز التراث والحضارة ودور المرأة الفلسطينية في حماية ورعاية هذا الإرث الثقافي من جيل إلى جيل. كما يستضيف المهرجان عدة معارض تراثية تعرض فيها أعمال ومطرزات وأثواب فلسطينية التي حيكت خيوطها بأيدٍ فلسطينية، ويقام معارض لأنواع مختلفة من الأطعمة الشعبية والمنتوجات الحرفية التقليدية ومنتجات زراعية فلسطينية، والعديد من المعارض الفنية والتقليدية، كما يضم المهرجان العديد من الورش للحرف اليدوية والأنشطة الزراعية، ونقاشات عن قضايا الموروث الثقافي والحقوق الثقافية.